# Горєва Євфросинія Георгіївна
Євфросинія Георгіївна Горєва — радянська партійна та профспілкова діячка, завідувачка відділу робітниць та селянок Московського обласного комітету ВКП(б), член ВЦВК. Член Центральної контрольної комісії ВКП(б) у 1930—1934 роках.

## Життєпис
Працювала робітницею-текстильницею.
Член РКП(б) з 1918 року.
Перебувала на відповідальній партійній роботі, працювала у жіночих відділах ВКП(б).
У листопаді 1928 — 1930 року — завідувачка відділу робітниць та селянок Московського обласного комітету ВКП(б).
З 1930 року — голова Московського обласного відділу профспілки текстильників.
Подальша доля невідома.